# Heinz Müller (Radsportler)

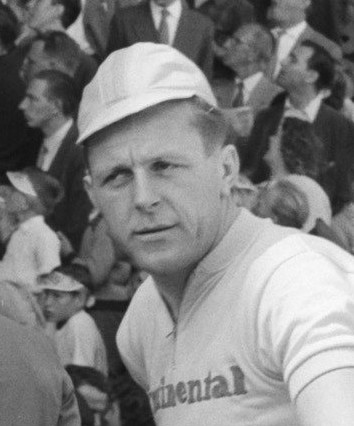
Heinz Müller (1956)

Heinz Müller (* 16. September 1924 in Tuningen; † 25. September 1975 in Schwenningen) war ein deutscher Radrennfahrer und Weltmeister im Radsport.
Heinz Müller war deutscher Jugendmeister 1941. Er wurde zur Wehrmacht eingezogen und an seinem 20. Geburtstag an der Front in Russland schwer verletzt. Das Kriegsende erlebte er in einem Lazarett in Dänemark. Nach Beendigung des Zweiten Weltkrieges und der Entlassung aus der Kriegsgefangenschaft begann er wieder mit dem Radsport. Als Erwachsener war er bei zahlreichen Rennen erfolgreich, besonders bei Kriterien. Er gewann mehrere Etappen bei der Deutschland-Rundfahrt. Sein bedeutendster Erfolg war der Sieg bei der Straßen-Weltmeisterschaft der Berufsradrennfahrer 1952 in Luxemburg; den dritten Platz belegte sein Landsmann Ludwig Hörmann. 1951 und 1953 war er im Weltmeisterschaftsrennen ausgeschieden, 1955 wurde er 18. des Rennens.
Im Jahr 1953 wurde Müller Deutscher Meister der Profis im Straßenrennen. 1955 nahm er an der Tour de France teil, gab aber während der vierten Etappe auf. Grund sollen Aufputschmittel gewesen sein, die Müller von einem Mannschaftsbetreuer ohne sein Wissen erhalten hatte und von denen ihm übel geworden war. 1956 gewann der Großen Strassenpreis von Hannover, eines der wenigen internationalen Profirennen in Deutschland.
Müller bestritt auch 26 Sechstagerennen, unter anderem als Partner von Manfred Donike.
Heinz Müller starb im Alter von 51 Jahren, wenige Tage, nachdem bei ihm Leukämie diagnostiziert worden war.

## Trivia
Nachdem Heinz Müller nach den Radweltmeisterschaften 1953 das Weltmeistertrikot bei Rennen nicht mehr tragen konnte, wurde es ohne sein Wissen von seiner Frau zerschnitten und zum Putzen benutzt.